# 코소보 요리
코소보 요리(Kosovo 料理, 알바니아어: kuzhina kosovare 쿠지나 코소바레, 세르비아어: косовска кухиња 코소브스카 쿠히냐)는 동남유럽 발칸반도에 있는 코소보의 요리이다.

## 같이 보기
- 세르비아 요리
- 알바니아 요리